# Myxosargus pacificus
Myxosargus pacificus är en tvåvingeart som beskrevs av James 1979. Myxosargus pacificus ingår i släktet Myxosargus och familjen vapenflugor. Inga underarter finns listade i Catalogue of Life.